# Acacia virescens
Acacia virescens é uma espécie de leguminosa do gênero Acacia, pertencente à família Fabaceae.